# Ruhr (rivière)
Pour les articles homonymes, voir Ruhr.
La Ruhr est une rivière d'Allemagne, affluent droit du Rhin. 

## Géographie
Elle a une longueur de 217 km et un débit moyen de 79 m3/s près de son embouchure à Duisbourg, ce qui en fait le cinquième affluent du Rhin selon le débit.
La Ruhr provient de la région montagneuse du Sauerland en Rhénanie-du-Nord-Westphalie à une altitude de 670 m, au nord de la ville de Winterberg. Après un cours de plus de 100 km à travers le Sauerland elle se réunit à son affluent principal, la Lenne, au sud de Dortmund. Ensuite elle forme la limite sud de la région industrielle de la Ruhr qui est très densément peuplée (54e dans la liste des agglomérations les plus peuplées du monde[Quand ?], avec plus de 6 millions d'habitants).